# 蜜露

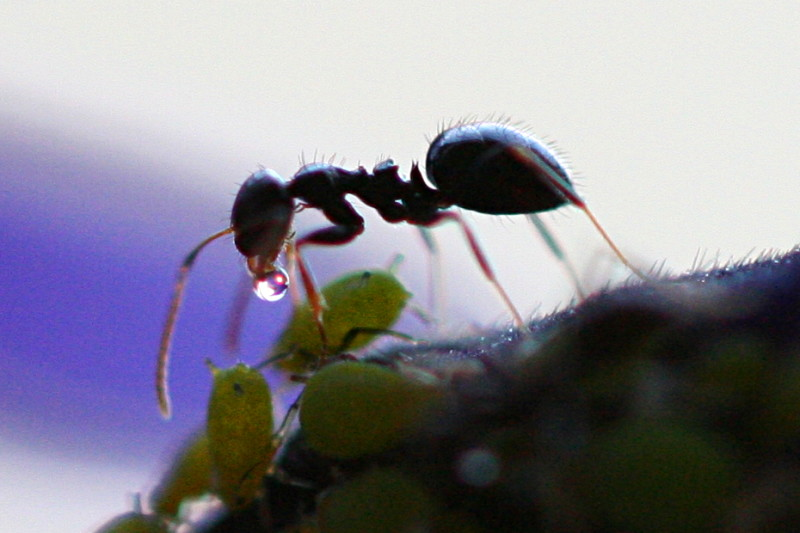
蚜虫在一个共生的例子中为蚂蚁生产蜜露

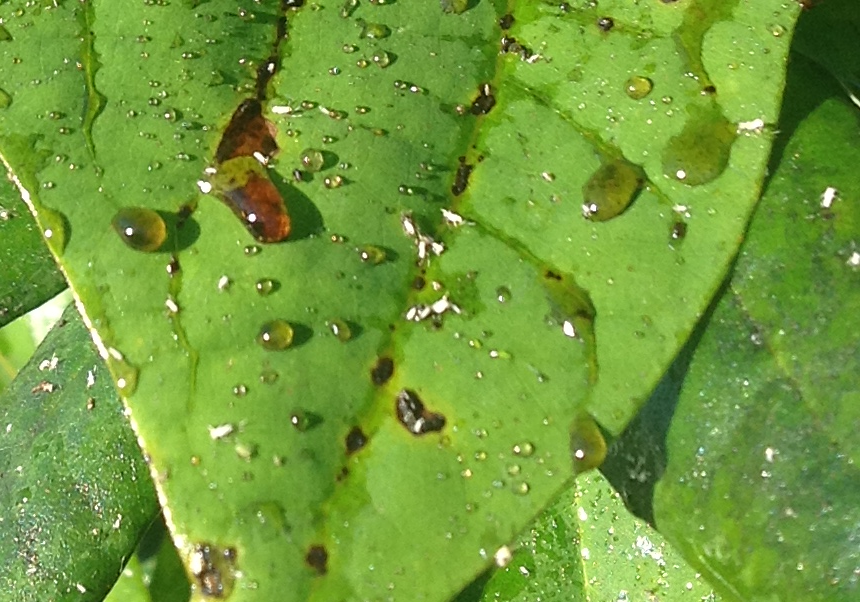
叶上的蜜露滴

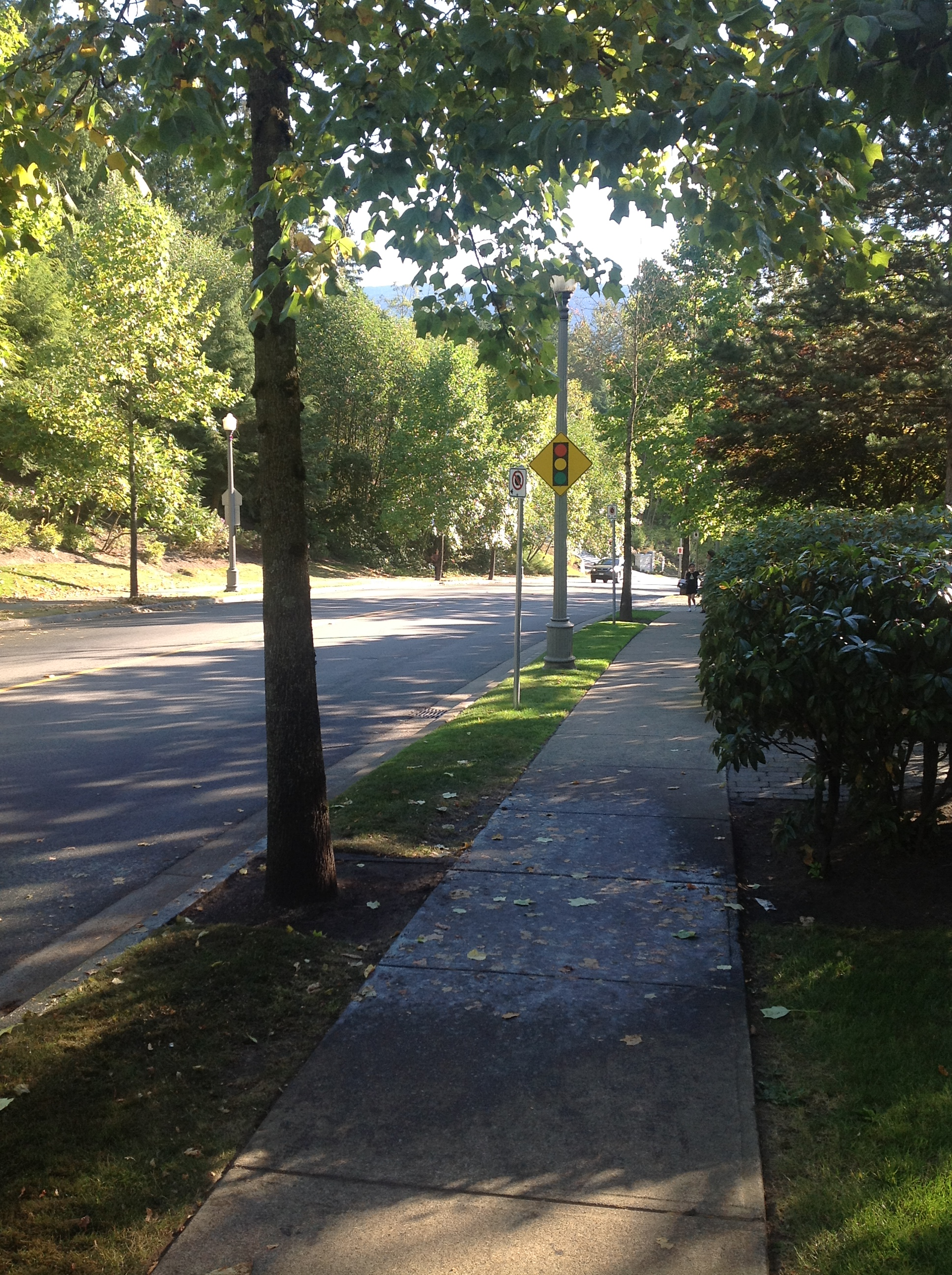
树下滴落的蜜露

蜜露是由蚜虫等昆虫吸食植物汁液时分泌出来一种含糖的粘性液体。当它们的口部穿透韧皮部时，含糖的高压液体被迫离开蚜虫的肛门。一些灰蝶科的毛虫和飞蛾也会产生蜜露。

在马达加斯加， 日行守宫属中的某些壁虎物种会从下面接近树树干上的扁平飞虱，并通过点头行为诱使它们排泄蜜露。 